# Hørby (Holbæk)
Hørby is een plaats in de Deense regio Seeland, gemeente Holbæk, en telt 427 inwoners (2008).